# Marion Ravenwood
Marion Ravenwood, även känd som Marion Williams, är en fiktiv person från filmerna om Indiana Jones och spelas av Karen Allen. I Jakten på den försvunna skatten, introduceras hon när Indiana Jones besöker henne i Nepal, för att be om hjälp. Han behöver en artefakt som finns i hennes ägo efter hennes far, arkeologen och professorn Abner Ravenwood (Indys mentor), för att kunna hitta förbundsarken.  
Efter 27 års frånvaro återvände hon i filmen Indiana Jones och Kristalldödskallens rike och spelades även då av Allen.

## Karaktärens uppkomst
Lawrence Kasdan namngav karaktären efter sin frus farmor, och tog efternamnet från Ravenwood Lane i Kalifornien. Spielberg hade från början tänkt ge rollen till sin flickvän Amy Irving.